# Caribou Ranch
Caribou Ranch war ein Tonstudio, das der US-amerikanische Musikproduzent James William Guercio 1972 auf dem Anwesen einer Ranch in einer umgebauten Scheune einrichtete. Das Areal befand sich in den Rocky Mountains nahe der Stadt Nederland (Colorado). Eine in der Nähe befindliche Straße führte zu einer verlassenen Stadt namens Caribou. Das Studio war bis zu seiner Zerstörung durch einen Brand im März 1985 in Betrieb.

## Geschichte
Guercio kaufte 1971 die rund 16 km2 große Caribou Ranch und startete den Umbau zu einem Tonstudio. 1972 begannen Joe Walsh und Bill Szymczyk in Colorado ihre Arbeit am Musikalbum Barnstorm im Zuhause von Walsh. Gleich am ersten Tag fiel ein Mischgerät aus. Szymczyk wusste, dass Guercio ein neues Studio baute, und besuchte das in Bau befindliche Studio auf der Ranch. Obwohl der Umbau noch nicht abgeschlossen war, beschloss er, dort sein Projekt fortzuführen. Das Album Barnstorm wurde daher wohl als erstes auf Caribou fertiggestellt. Im Anschluss daran nahm Szymczyk dort sein nächstes Projekt in Angriff: Rick Derringers All American Boy mit der zugehörigen Hitsingle Rock & Roll, Hoochie Koo.
In den folgenden Jahren buchten sich eine Vielzahl namhafter Künstler auf der Caribou Ranch für die Aufnahmen von Einzeltiteln oder ganzen Alben ein. Eine Langspielplatte von Elton John wurde mit dem Namen Caribou sogar nach der Ranch benannt.
Mitte der 1980er Jahre gab es erste Gerüchte, die Buchungen des Tonstudios seien zurückgegangen und das Geschäft würde nur noch verhalten laufen. Die aus Colorado stammende Band First Born nutzte diese Gelegenheit, um Ende Oktober 1984 preisgünstig ihr Debütalbum dort einzuspielen.
Im März 1985 beabsichtigte Amy Grant ein weiteres Album aufzunehmen und war gerade auf dem Weg von Nashville zur Caribou Ranch, als sie die Nachricht erreichte, das Studio stünde in Flammen.
Nachdem das Feuer den Kontrollraum zerstört hatte, wurde der Studiokomplex geschlossen und niemals wieder verwendet. Der Schaden belief sich auf rund 3 Millionen US-Dollar. Nach Angaben der Feuerwehrkommandatur von Nederland wurden mehrere an einer Wand hängende goldene Schallplatten der Gruppe Chicago zerstört, als die Feuerwehr unter Einsatz einer Kettensäge prüfen wollte, ob das Feuer auch vollständig gelöscht war.
Guercio verlagerte in der Folge seine Interessen von der Musik weg. 1996 und 2001 verkaufte er rund 8 km2 der Ranch an Boulder County und an die Stadt Boulder. Weitere 1,5 km2 wurden dem Conservation Easement, einem US-amerikanischen Naturschutzprogramm, unterworfen.
In einem 2008 gegebenen Interview in einer Folge von Studio 12 des Senders Denver PBS  („Caribou Ranch“, ausgestrahlt am 13. Februar 2008), erzählte Guercio, der Kontrollraum des Studios sei nach dem Feuer wieder instand gesetzt worden. Dabei handelte es sich jedoch nur um die Dachkonstruktion und die Elemente der statischen Sicherheit. Das Innenleben des Raums selbst wurde hingegen nicht ersetzt. Der Teil des Studios, in dem die Musiker ihre Instrumente spielten, blieb ohnehin intakt. Guercio fügte jedoch hinzu, er verfolge keine Pläne, das Tonstudio für einen geschäftsmäßigen Betrieb erneut zu eröffnen.
Eine auf der Caribou Ranch noch verfügbare Mischkonsole, Typ 8016, der Herstellerfirma Neve Electronics wurde 2009 von Vintage King Audio generalüberholt und an das in Österreich ansässige Prime Studio verkauft.
2014 kaufte die Indian Peaks Holdings LLC für 32,5 Millionen US-Dollar die verbliebenen 6,5 km2.
Schließlich wurden im Januar 2015 Erinnerungsstücke aus dem Besitz der Caribou Ranch in Denver, Colorado, versteigert. 1500 Interessenten brachten mehr als 800.000 US-Dollar auf, darunter befanden sich die folgenden Stücke:
- Baby Grand Piano, verwendet von Elton John, Frank Zappa, Michael Jackson - Verkauft für 52.500 US-Dollar[7]
- Das Bett von Präsident Grover Cleveland, verwendet von einer Reihe von Künstlern einschließlich Elton John, Michael Jackson und Jerry Lee Lewis - Verkauft für  11.250  US-Dollar[8]
- 1985er Corvette, schwarz, mit eigens angefertigten 'CARIBU'-Registrierungsschildern, die von Besuchern der Caribou Ranch verwendet werden konnte. Val Kilmer fuhr die Corvette während der Aufnahmen von Hamlet im Colorado Shakespeare Festival 1988. - Verkauft für 10.625 US-Dollar[9]
- Ein viktorianischer Stuhl aus Tierhörnern - Verkauft für 2.215 US-Dollar[10]

## Künstler
Mehr als 150 verschiedene Künstler kamen zu Musikaufnahmen auf die Caribou Ranch.
- Al Di Meola: Scenario
- America: Hideaway
- Amy Grant: Age to Age, A Christmas Album, Unguarded
- Badfinger: Wish You Were Here
- Beach Boys: Einzelne Aufnahmen aus 15 Big Ones[13]
- Billy Joel: Say Goodbye to Hollywood
- Chicago: VI, VII, VIII, X, XI
- Dan Fogelberg: Nether Lands, Captured Angel, The Innocent Age, Phoenix, Souvenirs
- Earth, Wind and Fire: Open Our Eyes, That’s the Way of the World
- Elton John: Caribou, Rock of the Westies, Captain Fantastic and the Brown Dirt Cowboy, Philadelphia Freedom, Lucy in the Sky with Diamonds
- John Lennon (in Beteiligung von Aufnahmen Elton Johns)[14]
- Joe Walsh: Barnstorm, The Smoker you drink, the Player you get
- Rick Derringer: All American Boy
- Supertramp: Even in the Quietest Moments …